# 藻原寺
藻原寺（そうげんじ）は、千葉県茂原市茂原にある、日蓮宗の本山（由緒寺院）。塔頭が二院ある（妙弘寺、東光院）。

## 概要
日向が住持となったことから、日向門流の本寺として発展した。山門は、1932年（昭和8年）建造のコンクリート製多宝塔形式（高さ25メートル）で、茂原市のランドマークとして親しまれている。題目唱和、最初の道場として「東身延」とも称されている。境外堂として御塚観音堂、奥之院（旧法華谷法華寺）がある。寛政年間（1789年-1800年）刊行の「藻原山之図」では祖師堂と後方に五重塔が確認できるが現存しない。
現住は92世持田日勇貫首（東京都墨田区の本久寺より晋山）。小西法縁。

## 歴史
- 1276年（建治2年） 日蓮は斎藤兼綱の帰依を受け、法華堂を建立する。
- 1312年（応長2年） 藤原範綱は大檀那となり、妙光寺を建立する。
- 1511年（永正8年） 地震により、祖師堂は倒壊する。その後、再建する。
- 1630年（寛永7年） 身池対論に妙光寺から日東が臨む。
- 1868年（明治元年） 寺号を藻原寺と改称する。
- 1917年（大正6年） 台風により、山門は倒壊する。
- 1932年（昭和8年） 藻原寺78世・日我の発願により、山門を再建する。
- 2016年（平成28年） スマートフォンゲーム『Pokémon GO』の人気に伴い設置された「境内にいるであろうポケモンは仏様のお恵みです。本堂前で感謝の気持ちを込めてお参りしてから存分に捕獲してください。なお、境内にゴミを捨てたり荒らされますと、お寺の職員とリアルバトルになります」と書かれた注意書が話題を呼んだ[1]。

## 文化財

### 千葉県指定文化財
- 鋳銅鰐口

### 茂原市指定文化財
- 藻原寺文書
- 石造釈迦如来立像
- 藻原寺本堂唐門向拝彫刻武志伊八郎信常彫刻

## 旧末寺
日蓮宗は昭和16年に本末を解体したため、現在では、旧本山、旧末寺と呼びならわしている。
- 市場山妙弘寺（茂原市茂原）塔頭
- 藻原山東光院（茂原市茂原）塔頭　四院家
- 寂光山本照寺（宮古市愛宕）
- 常寿山雲山寺（仙台市宮城野区小鶴）
- 常光山本敬寺（千葉市中央区本町）
- 増長山高伝寺（千葉市若葉区加曽利町）
- 本覚山上行寺（千葉市緑区茂呂町）
- 法龍山浄泉寺（千葉市緑区中西町）
- 華蔵山妙宣寺（東金市家之子）
- 上林山本光寺（山武市矢部）
- 大乗山法蓮寺（山武市富田）
- 長林山法宣寺（山武市湯坂）
- 潤土山光福寺（市原市潤井戸）
- 法輪山妙蔵寺（市原市皆吉）
- 法王山長遠寺（君津市小櫃台）
- 滝昌山本田寺（君津市市場）
- 磯村山釋迦寺（鴨川市貝渚）
- 長光山正法寺（鴨川市大里）
- 常経山蓮行寺（鴨川市花房）
- 長高山妙満寺（鴨川市八色）
- 高応山実相寺（茂原市高師）四院家
- 日天山信行寺（茂原市上永吉）
- 大法山円頓寺（茂原市早野）
- 庭谷山妙源寺（茂原市墨田）四院家
- 道場山長谷寺（県茂原市内長谷）
- 福田山鏡済寺（茂原市長谷）
- 在祐山長照寺（茂原市長谷）
- 長谷山妙蔵寺（茂原市長谷）
- 箕輪山妙楽寺（茂原市箕輪）四院家
  - 妙楽寺末：三台山妙光寺（茂原市上茂原）
- 安楽山長久寺（千葉県長生郡長南町長南）
- 豊原山本円寺（千葉県長生郡長南町豊原）
- 大法山妙詮寺（千葉県長生郡長南町芝原）
- 妙泉山沾通寺（千葉県長生郡長柄町榎本）
- 経蔵山城徳寺（千葉県長生郡長柄町徳増）
- 常住山針谷寺（千葉県長生郡長柄町針ケ谷）
- 広谷山上行寺（いすみ市万木）
  - 上行寺末：東中山善行院（福島県いわき市小名浜岡）
- 円立山妙弘寺（君津市白駒）
- 実乗山妙浄寺（君津市中島）
- 快立山長照寺（君津市中島）
- 恵日山蓮久寺（君津市三直）
- 法雲山真福寺（茂原市榎神房）
- 不退山本従寺（千葉県長生郡白子町北高根）
- 龍覚山実本寺（千葉県長生郡一宮町一宮）
- 長植山本延寺（千葉県長生郡長生村信友）
- 長久山陽光寺（千葉県長生郡長生村七井土）
- 真浄山大法寺（千葉県長生郡長生村岩沼）
- 円聚山萬福寺（千葉県長生郡長生村本郷）
- 神力山宮前寺（千葉県長生郡長生村本郷）
- 福聚山本養寺（千葉県長生郡長生村本郷）
- 高郷山法輪寺（千葉県長生郡長生村本郷）
- 実相山関根寺（千葉県長生郡長生村本郷）
- 栄海山東泉寺（千葉県長生郡長生村小泉）
- 安楽山常徳寺（千葉県長生郡睦沢町川島）
- 大覚山円頓寺（千葉県長生郡睦沢町川島）
- 常秀山大栄寺（いすみ市岬町榎沢）
  - 大栄寺末：石原山妙傳寺（いすみ市岬町榎沢）
- 正栄山妙海寺（勝浦市新官）
  - 妙海寺末：栄久山蓮性寺（勝浦市沢倉）
- 大法山一乗寺（台東区谷中）
- 慈照山本光寺（別府市山の手町）

## 所在地
千葉県茂原市茂原1201

## 交通アクセス
JR東日本外房線茂原駅から徒歩25分。